# Love You To
是一首披头士乐队的歌曲，收录于他们1966年的专辑中。它由乔治·哈里森创作并主唱，采用了印度传统乐器：塔布拉鼓、一对手鼓、西塔琴和坦布拉琴。这首歌是披头士第一首完全体现印度传统音乐影响的歌曲。

## 脚注
1. ↑  Lavezzoli 2006，第175頁.
2. ↑  披头士乐队 采访 Pop Chronicles (1969)